# إيتاتي كانتورال
إيتاتي كانتورال  (بالإسبانية: Itati Cantoral)‏ هي ممثلة مكسيكية، ولدت في 13 مايو عام 1975 في ميكسيكو سيتي، المكسيك وهي ابنة المغني المكسيكي روبيرتو كانتوال والممثلة الأرجنتينية ذات الأصول الإيطالية، إيتاتي زوتشي. شاركت في كثير من المسلسلات المكسيكية أهمها «ماريا ابنة الحي» أمام المغنية والممثلة المكسيكية تاليا.
دخلت ايتاتي مجال الفن عندما كانت ب 13 من عمرها وكانت قد وافقت على الانضمام إلى تلفزيون الفنانين مجمع مركز التعليم الأكاديمي (لجنة التأمين الأوروبية.) التي ساهمت في ظهورها بالتلفزيون في Telaraña. وأيضا شاركت في أشهر المسلسلات المكسيكية،Muchachitas موشاشيتاس حقق نجاحا كبيرا في جميع أنحاء المكسيك، وقالت ايتاتي ان العمل المسرحي هو الانجح والأفضل بالنسبة إليها.
ايتاتي اجتمعت بالممثل إدواردو سانتامارينا الذي لعب دور اليخاندرو في روبي أثناء تصوير مسلسل El Frente De Sol فأصبحا صديقين مقربين خلال تصوير هذا المسلسل.1993 كانت سنة ناجحة لايتاتي، لانها شاركت بالعديد من المسلسلات التي زادت من شهرتها مثل دوس موخيريس كامينو، وفي عام 1995 لقيت ايتاتي الشهرة التي حلمت بها عندما لعبت دور ثريا مونتنغرو في مسلسل ماريا ابنة الحي مع المغنية والممثلة المكسيكية تاليا.
وفي عام 1996، عادت ايتاتي للتمثيل على المسرح في عدة بطولات امام عدد من الممثلين الناجحين.
و اما في 2000 تزوجت من الممثل المكسيكي ادواردو سانتامارينا.
و في عام 2001 زرقا بتوأمين، وفي العام نفسه لعبت دور الشريرة في Sin Picado concibido إلى جانب المغني المكسيكي كارلوس بونيس وانجليكا ريفيرا.
و في عام 2002 مثلت في Vale Todo وسافرت للبرازيل للتصوير وكانت تتلقى زيارات مستمرة من زوجها ادواردو إذ ان الطفلين كانا مع ايتاتي في البرازيل.
أما في 2004 حصلت ايتاتي على الطلاق من ادواردو.
و في عام 2003 لعبت دور البطلة في الروح الجريحة El Alma Herida حيث كانت تتنقل من المكسيك إلى الولايات المتحدة للبحث عن والدتها.

## روابط خارجية
- إيتاتي كانتورال على موقع IMDb (الإنجليزية)
- إيتاتي كانتورال على موقع ميوزك برينز (الإنجليزية)
- إيتاتي كانتورال على موقع أول موفي (الإنجليزية)
- إيتاتي كانتورال على موقع قاعدة بيانات الفيلم (الإنجليزية)